# Aleksandar Čubrilo
Aleksandar Čubrilo (in serbo Александар Чубрило?; Zara, 25 novembre 1975) è un ex cestista jugoslavo.

## Palmarès
- YUBA liga: 3

Partizan Belgrado: 1994-95, 1995-96, 1996-97
- Coppa di Jugoslavia: 4

Partizan Belgrado: 1994, 1995, 1999, 2000